# Notholoba edelmira
Notholoba edelmira là một loài bướm đêm trong họ Geometridae.